# Protocoleópteros

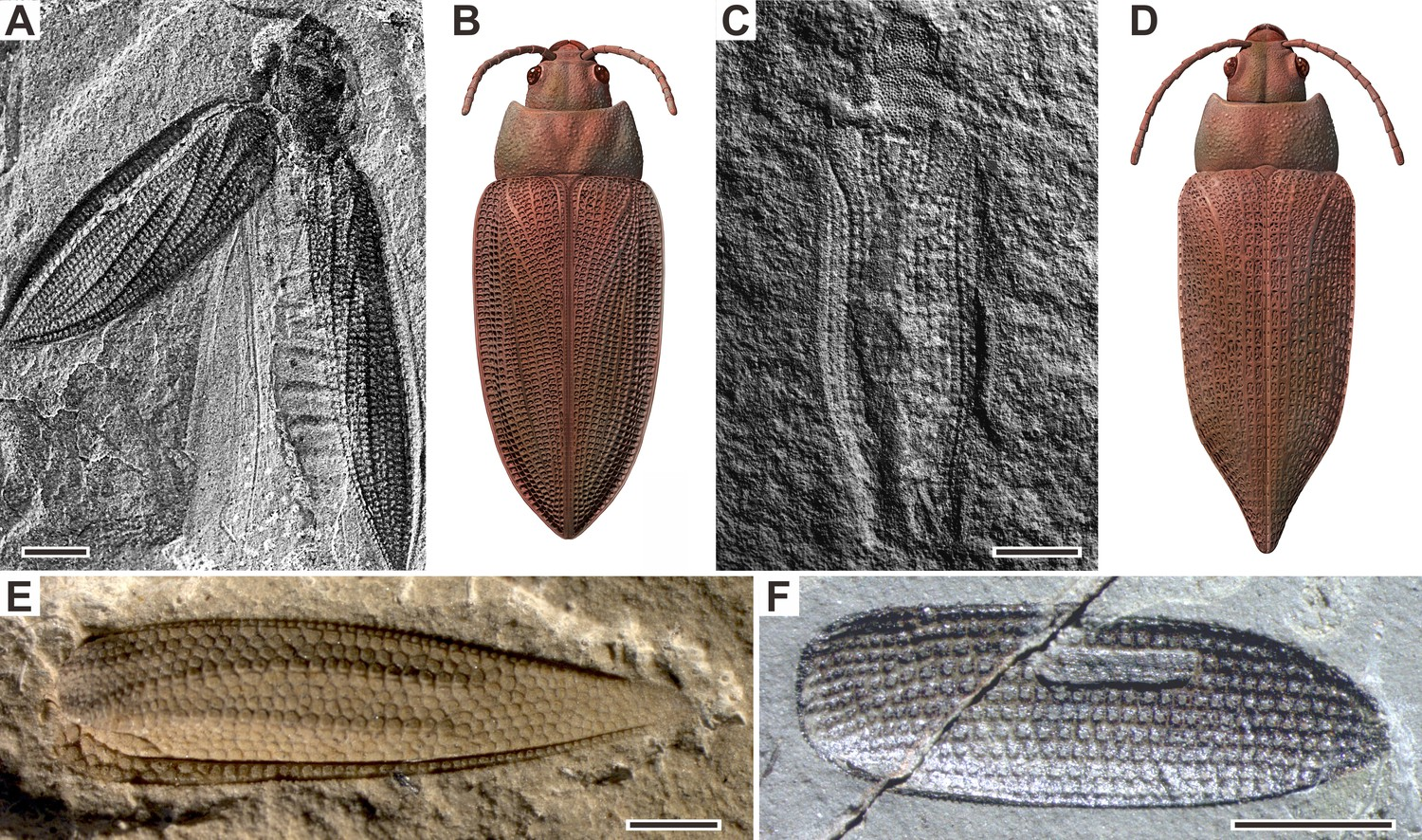
Exemplos de besouros do Permiano. (A e B) Tshekardocoleidae, Moravocoleus permianus Kukalová, 1969, fotografia e reconstrução. (C e D) Permocupedinae, Permocupes sojanensis Ponomarenko, 1969, fotografia e reconstrução. (E) Tshekardocoleidae, Sylvacoleus richteri Ponomarenko, 1963, fotografia do élitro. (F) Taldycupedinae, Taldycupes reticulatus Ponomarenko, 1969, fotografia do élitro.

Protocoleópteros (Protocoleoptera) são um grupo parafilético de besouros extintos do Permiano inferior (há cerca de 280 milhões de anos), contendo as linhagens mais antigas e primitivas de besouros. Eles representaram o grupo dominante de besouros durante o Permiano, mas foram amplamente substituídos por grupos modernos durante Triássico seguinte.
De acordo com Kirejtshuk et al. (2014), Protocoleoptera Tillyard, 1924 foi originalmente proposto para a família Protocoleidae Tillyard, 1924, hoje considerada um membro da extinta ordem Protectytroptera. Protelytroptera é considerado um grupo-tronco dos modernos Dermaptera (as tesourinhas). Portanto, segundo os autores, o nome "Protocoleoptera" não deve ser usado para os besouros extintos. Por isso, Cai et al. (2022) propôs um nome substituto, Alphacoleoptera Engel, Cai & Tihelka, 2022. Em Kirejtshuk (2020), os besouros extintos incluídos em Protocoleoptera auctorum, não Tillyard, 1924 foram colocados na subordem Archostemata.

## Taxonomia
A subordem Protocoleoptera inclui sete famílias em três superfamílias. Não contém nenhuma infraordem. Abaixo encontra-se uma lista de superfamílias e famílias:
†Superfamília Tshekardocoleoidea Rohdendorf, 1944
†Tshekardocoleoidae Rohdendorf, 1944 (Permiano inferior)
†Labradorocoleoidae Ponomarenko, 1969
†Oborocoleoidae Kukalová, 1969
†Superfamília Permocupedoidea Martynov, 1933
†Permocupedidae Martynov, 1933 (Permiano inferior - Triássico médio)
†Taldycupedidae Rohdendorf, 1961 (Permiano médio e superior)
Superfamília Permosynoidea
†Ademosyndidae Ponomarenko, 1968
†Permosynidae Tillyard, 1924